# William Bowie Medal
Die William Bowie Medal ist ein geowissenschaftlicher Preis und stellt die höchste Auszeichnung dar, die von der American Geophysical Union (AGU) vergeben wird.
Die meist kurz als Bowie Medal bezeichnete Medaille wird jährlich verliehen. Mit der Verleihung werden Wissenschaftler für herausragende Beiträge zur fundamentalen Geophysik und uneigennützige Zusammenarbeit in der Forschung geehrt. Letzteres ist eines der bestimmenden Leitmotive der AGU.
Eingeführt wurde die Medaille 1939 auf Initiative des damaligen (achten) AGU-Präsidenten Richard Field zu Ehren von William Bowie (1872–1940), dem ersten AGU-Präsidenten von 1919 bis 1921. Dieser war 1939 auch gleichzeitig der erste Preisträger.

## Preisträger
- 1939: William Bowie
- 1940: Arthur Louis Day
- 1941: John Adam Fleming
- 1942: Nicholas Hunter Heck
- 1943: Oscar Edward Meinzer
- 1944: Henry Bryant Bigelow
- 1945: Jacob Bjerknes
- 1946: Reginald Aldworth Daly
- 1947: Felix Andries Vening-Meinesz
- 1948: James Bernard Macelwane
- 1949: Walter Davis Lambert
- 1950: Leason Heberling Adams
- 1951: Harald Ulrik Sverdrup
- 1952: Harold Jeffreys
- 1953: Beno Gutenberg
- 1954: Richard Montgomery Field
- 1955: Walter Hermann Bucher
- 1956: Veikko Heiskanen
- 1957: Maurice Ewing
- 1958: Johannes Theodoor Thijsse
- 1959: Walter Elsasser
- 1960: Albert Francis Birch
- 1961: Keith Edward Bullen
- 1962: Sydney Chapman
- 1963: Merle Antony Tuve
- 1964: Julius Bartels
- 1965: Hugo Benioff
- 1966: Louis B. Slichter
- 1967: Lloyd Viel Berkner
- 1968: Roger Revelle
- 1969: Walter B. Langbein
- 1970: Bernhard Haurwitz
- 1971: Inge Lehmann
- 1972: Carl Henry Eckart
- 1973: George P. Woollard
- 1974: A. E. Ringwood
- 1975: Edward C. Bullard
- 1976: Jule Gregory Charney
- 1977: James Van Allen
- 1978: Helmut E. Landsberg
- 1979: Frank Press
- 1980: Charles A. Whitten
- 1981: Herbert Friedman
- 1982: Henry M. Stommel
- 1983: Syun-iti Akimoto
- 1984: Marcel Nicolet
- 1985: Henry William Menard
- 1986: James C. I. Dooge
- 1987: Robert N. Clayton
- 1988: Hannes Alfvén
- 1989: Walter Munk
- 1990: Eugene N. Parker
- 1991: Don L. Anderson
- 1992: Alfred Nier
- 1993: Irwin I. Shapiro
- 1994: Peter S. Eagleson
- 1995: Claude Allègre
- 1996: Eugene Shoemaker
- 1997: Raymond Hide
- 1998: Richard M. Goody
- 1999: J. Freeman Gilbert
- 2000: John Alexander Simpson
- 2001: Dan McKenzie
- 2002: Adam Dziewoński
- 2003: Donald L. Turcotte
- 2004: Keiiti Aki
- 2005: Johannes Geiss
- 2006: Carl Wunsch
- 2007: Susan Solomon
- 2008: Gerald Joseph Wasserburg
- 2009: Ignacio Rodríguez-Iturbe
- 2010: Syukuro Manabe
- 2011: Louis J. Lanzerotti
- 2012: Anny Cazenave
- 2013: Raymond Roble
- 2014: Hiroo Kanamori
- 2015: Wilfried H. Brutsaert
- 2016: Stanley R. Hart
- 2017: nicht vergeben
- 2018: Daniel N. Baker
- 2019: Barbara A. Romanowicz
- 2020: Rita Colwell
- 2021: James L. Burch
- 2022: David J. Stevenson
- 2023: William E. Dietrich
- 2024: Michael B. McElroy